# Abbazia di Santa Lucia
L'abbazia di Santa Lucia  è un'abbazia che si trova nel territorio del comune di Rocca di Cambio, in provincia dell'Aquila, in Abruzzo, monumento nazionale dal 1902. Rappresenta uno dei più importanti complessi abbaziali italiani di architettura gotico-romanica; la sua costruzione si fa risalire al XII secolo sui resti di una piccola costruzione rettangolare che ne costituisce oggi la cripta.

## Storia
La prima data certa in cui l'abbazia di Santa Lucia viene citata espressamente è nell'inventario delle chiese della diocesi aquilana, nell'anno 1313. Probabilmente la prima costruzione, eretta secondo la tipologia degli edifici minori dell'Abruzzo aquilano, si può far risalire tra l'XI-XII secolo, in un'epoca di grande fioritura monastica.
Venne edificata nella zona nord dell'altopiano delle Rocche, lungo la via consolare Claudia Nova, costruita dall'imperatore Claudio, nel tratto compreso tra la città di Alba Fucens e il municipio romano di Aveia (in prossimità del comune di Fossa).
La terminologia abbazia, tuttora in uso, è in qualche modo impropria essendo stati cancellati buona parte dell'antico complesso religioso e l'insediamento circostante a seguito del disastroso terremoto del 1703, che costrinse gli abitanti a disperdersi nei territori circostanti, il comune di Rocca di Cambio e le località di Rocca di Mezzo, Terranera e Fonteavignone.
Il prezioso ciclo di affreschi, custoditi all'interno e realizzati da  artisti abruzzesi è datato dagli esperti a cavallo tra il XII ed il XIII secolo. Danneggiati insieme alla parete sinistra della chiesa dal terremoto del 6 aprile 2009, sono stati accuratamente restaurati insieme al complesso nel dicembre 2018, e oggi è tornato fruibile.

## Gli esterni

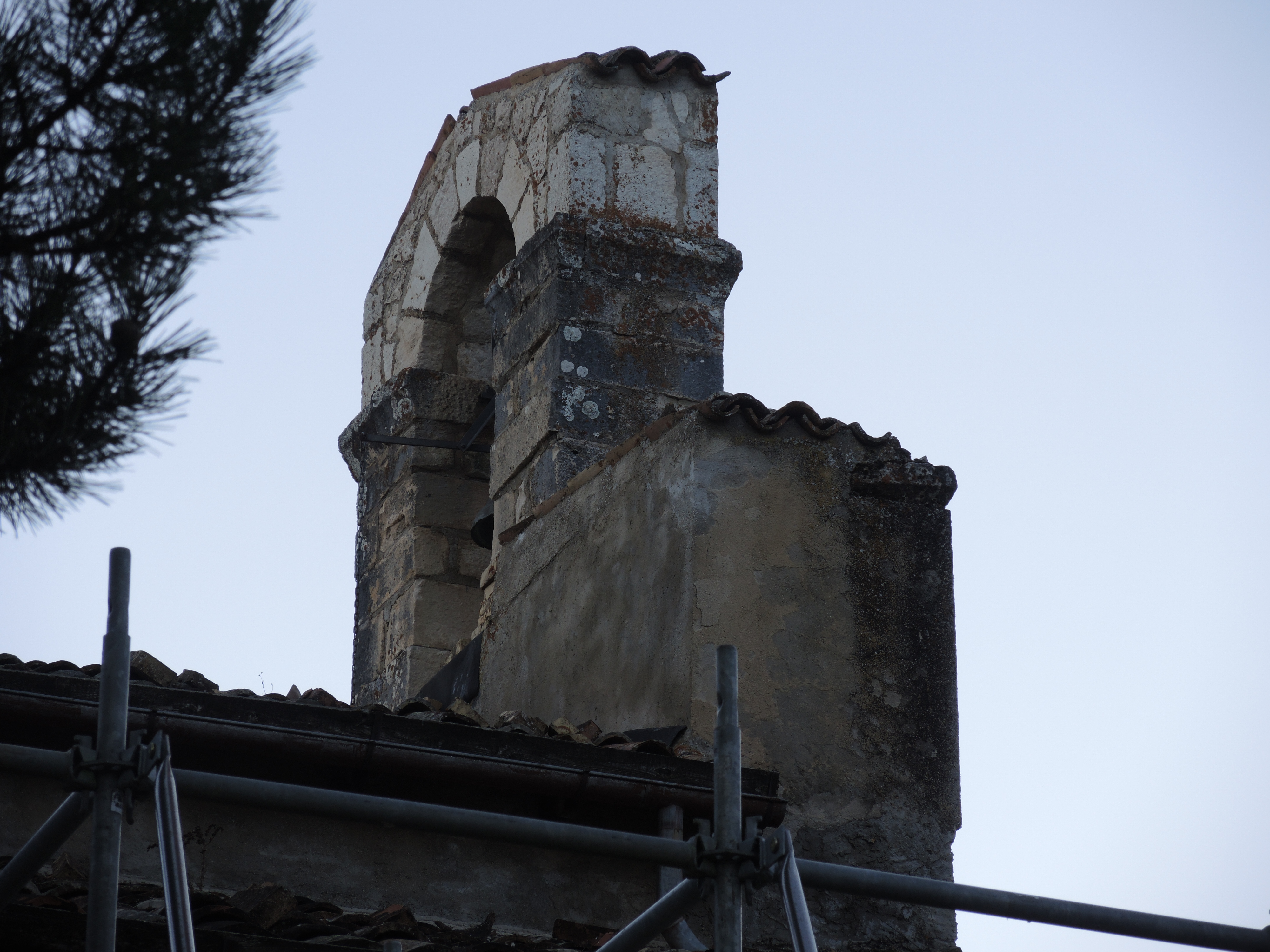
Campanile

La facciata della chiesa, piuttosto squadrata e fuori dagli schemi tipici delle chiese delle località abruzzesi, si presenta sobria con un portale del XV sec. con evidenti caratteri romanici e un piccolo rosone (una finestrella a forma di ruota) del periodo medievale sovrastante il portone d'ingresso.
Il campanile a vela, anch'esso distrutto dal terremoto, venne ricostruito nel XVI secolo. Pesanti interventi di restauro sono stati condotti su tutta la facciata esterna sulla quale, nel 1930, in sostituzione dell'originaria pietra a vista, è stato applicato dell'intonaco per riparare gli ingenti danni provocati dal terremoto della Marsica del 1915; analogamente l'originaria copertura a botte è stata successivamente rifatta in legno.
Un successivo restauro, condotto negli anni settanta, ha riguardato modeste modifiche della facciata, il ripristino dell'accesso alla cripta e il consolidamento degli spazi esterni per prevenire fenomeni di smottamento del terreno.

## L'interno

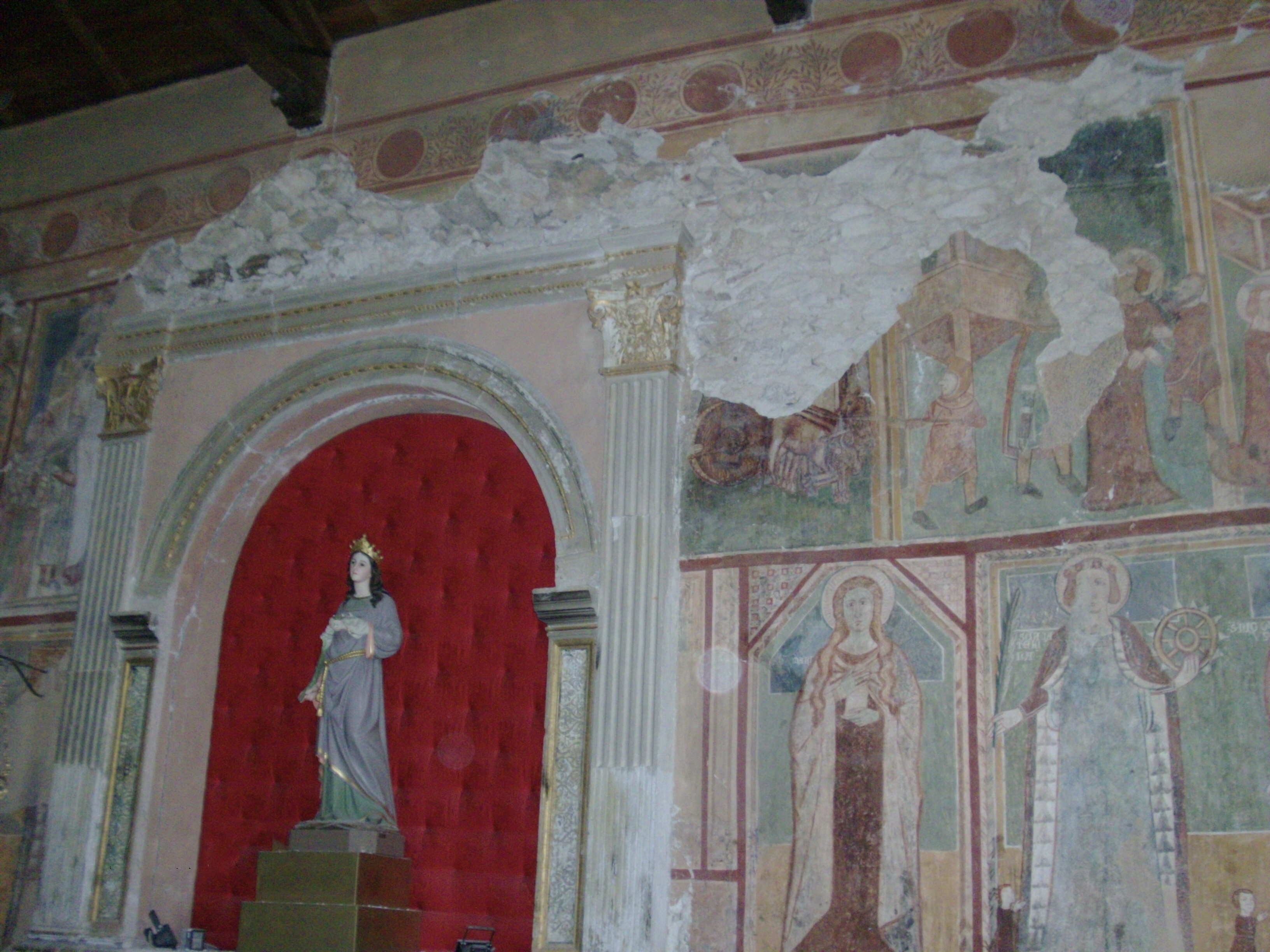
Gli affreschi trecenteschi

L'edificio, di forma rettangolare e con pianta a croce latina, è suddiviso da tre navate di larghezza pressoché identica (un fatto piuttosto singolare) e termina in un largo presbiterio privo di abside. Nella parete destra del transetto c'è un pregevole ciborio del XV secolo, sorretto da due colonne con basi e capitelli di stile gotico-rinascimentale, sovrastati da un'edicola dai tratti classici, mentre la parete sinistra ospita il celebre affresco che rappresenta l'Ultima Cena.
Dalla navata centrale è possibile scendere, da un'angusta e ripida scaletta, nella cripta interrata, formata da più ambienti, di cui quello centrale costituente i resti dell'originaria Chiesa di Santa Lucia, in cui sono visibili tracce di due importanti affreschi databili tra la fine del XIV e l'inizio del XV secolo, raffiguranti la Madonna e Santa Lucia, attribuiti al pittore marsicano Andrea Di Litio.

### Gli affreschi

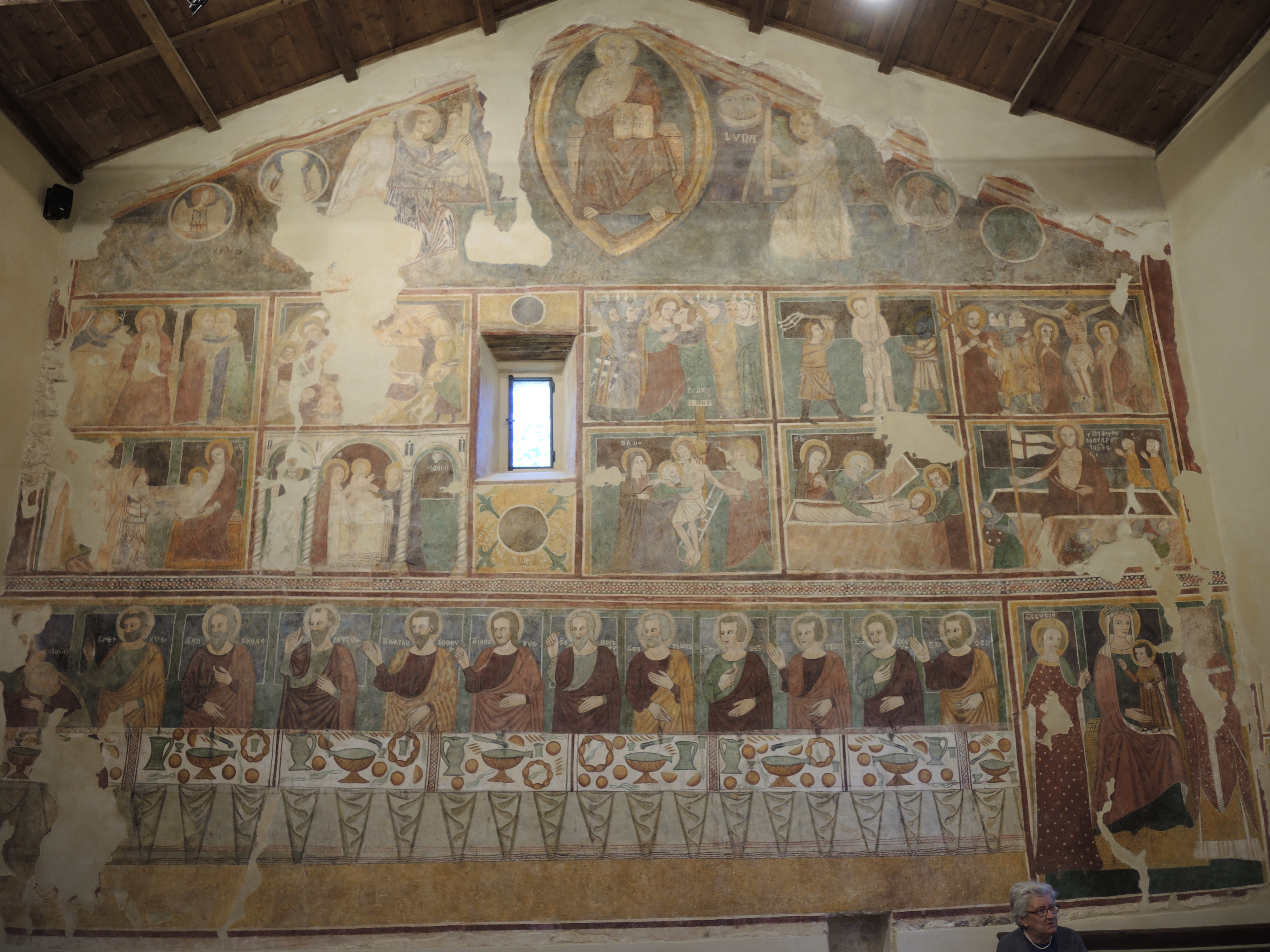
Affreschi

Nella parete frontale del transetto gli affreschi, interrotti da un altare rinascimentale, intercalano episodi della vita di santa Lucia con raffigurazioni di san Pietro, san Paolo, santa Rita ed altri importanti seguaci di Cristo.
Più ricca è la parete nord, completamente ornata dai preziosi affreschi che costituiscono gli elementi decorativi più interessanti dell'edificio. Essa è divisa orizzontalmente in tre fasce: in quella inferiore c'è una rappresentazione molto originale dell'Ultima Cena, ove Gesù Cristo viene collocato a capotavola anziché al centro, nell'atto di benedire il pane ed il vino. Gli apostoli, i cui sguardi sono rivolti sulla loro destra verso Gesù, sono tutti indicati per nome, riportato in caratteri latini a lato delle singole figure. Altra particolarità è l'assenza di Giuda, ritenuto indegno dall'autore del dipinto di partecipare al convito, e al cui posto nell'affresco viene rappresentato Paolo.
In un riquadro a destra dell'Ultima Cena viene raffigurata una Madonna con Bambino, con alla sua sinistra un dignitario della Chiesa (che si ritiene possa essere Celestino V) e alla sua destra proprio Santa Lucia. Nella fascia centrale sono rappresentati in dieci riquadri, quattro a sinistra e sei a destra della finestra, episodi della vita di Gesù, tra i quali La Passione e La Resurrezione del Redentore, mentre nel timpano collocato nella fascia superiore il Cristo in trono tra due Angeli inginocchiati domina tutta la composizione dall'alto, dentro un guscio di mandorla (che nell'iconografia classica rappresenta la fede assoluta in Dio).
Un elemento distintivo di questo ciclo è la rappresentazione dell'Ultima Cena, che si distingue per il realismo nei dettagli culinari e nelle stoviglie, con Gesù a capotavola anziché al centro. L'affresco culmina con una visione escatologica della fine del mondo, ispirata ai versetti finali del Vangelo di Luca, che mostrano il Cristo risorto, seduto su un trono, circondato da angeli e irrompente dal cielo. Quest'ultima scena simboleggia la nuova signoria di Cristo, la cui parola è eterna, a contrasto con la caducità del cielo e della terra. Il terremoto del 2009 ha causato danni significativi a questa straordinaria opera, compromettendo le pareti laterali e danneggiando i dipinti. Nonostante ciò, le immagini continuano a trasmettere la potenza della narrazione religiosa e l'importanza storica e culturale dell'abbazia di Santa Lucia.

## Tradizioni e manifestazioni
Oltreché durante tutto il periodo della festa della santa patrona, l'abbazia viene aperta nel mese di agosto per officiare sante messe o anche in occasione di matrimoni. Nelle serate estive del mese di agosto vi si tengono, in collaborazione con l'Officina musicale dell'altopiano delle Rocche, concerti di musica classica.